# Al Berto (filme)
Al Berto é um filme português de drama, realizado por Vicente Alves do Ó e produzido por Pablo Iraola e Pandora da Cunha Telles. Estreou-se em Portugal a 5 de outubro de 2017.

## Sinopse
O filme gira à volta de Al Berto e dos seus amigos, que vivem em Sines, jovens que aproveitam ao máximo as suas vidas, apesar de viverem numa cidade que não está preparada para tanta excentricidade.

## Elenco
- Ricardo Teixeira como Al Berto Pidwell Tavares
- José Pimentão como João Maria do Ó
- Raquel Rocha Vieira como Sara
- José Leite como Duarte
- Joana Almeida como Manuela
- João Villas-Boas como Maria Belga
- Gabriela Barros como Leonor
- Ana Vilela da Costa como Clara
- Duarte Grilo como Zé
- Henrique de Carvalho como Miguel
- Mia Tomé como Cândida
- Rita Loureiro como Alcide
- Miguel Seabra como Leandrinho
- Rute Miranda como Sybila
- Carlos Oliveira como Vicente, pai do João Maria
- Telmo Mendes como polícia
- Elsa Valentim como Almerinda
- Manuela Couto como mulher do Sarau
- Luís Mosteias como homem do jardim
- Frederico Salvador como oficial da marinha
- Santiago Salgueiro como Pedro
- Ricardo Moura como Homem da Pistola
- Márcia Cardoso como Cantora Piano
- Juliete A. Santos como Mãe da Clara
- Miguel Cravo como carteiro
- Ivo Meco como mágico
- Nuno Laranjo como palhaço pobre
- Paulo Duarte Ribeiro como palhaço rico
- Hugo Silva como domador de leões
- Tobias Monteiro como mestre de cerimónias
- Manuela Costa como cartomante
- André Leitão como rapaz a tocar piano
- Jessica Barreto como mulher malabarismo
- Sebastião Teixeira como Vicente (criança)
- Tadeu Faustino como oficial da marinha 1
- Martyn Gama como oficial da marinha 2
- Henrique Bispo como oficial da marinha 3
- Gonçalo Marques como oficial da marinha 4
- David Cipriano
- José Condessa
- Diana Lara
- Miguel Lopes Rodrigues como rapaz que leva estalos